# نعرة
نعرة قرية في ناحية مركز قرى تلكلخ التابعة لمنطقة تلكلخ في محافظة حمص. تقع عند حدود محافظة حمص مع محافظة طرطوس ولبنان.